# ستارگان در طالع‌بینی

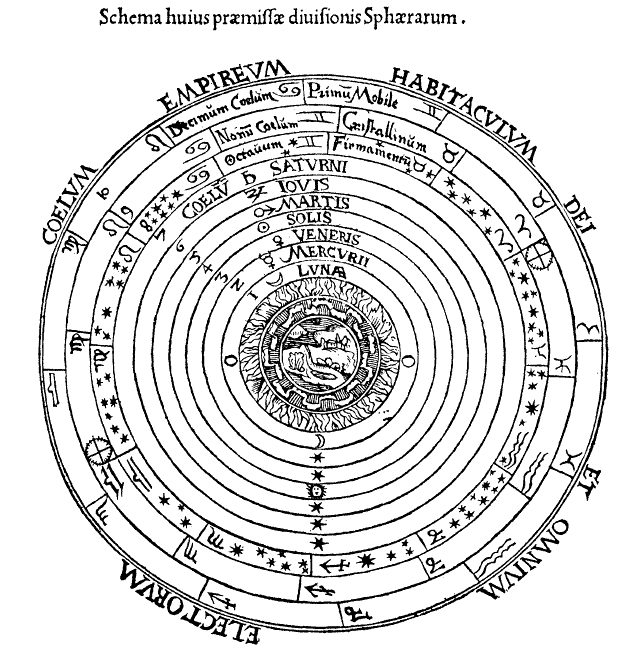
این نمودار از منظومه خورشیدی بطلمیوسی از کیهان‌نگاری پتروس آپیانوس را نشان می‌دهد «ستارگان ثابت» در فلک هشتم از گنبدآسمان، که در پشت آن نهم است، فلک کریستالی، و در پشت آن، است محرک اصلی (آسمان دهم).

در اختربینی یا طالع‌بینی، ستاره‌های خاصی قابل توجه تلقی می‌شوند. از لحاظ تاریخی، همه اجرام آسمانی مختلف توسط طالع‌بینان «ستاره» در نظر گرفته می‌شدند، چه آن‌ها ستاره، سیاره بودند، یا دیگر پدیده‌های ستاره‌وار مانند نواخترها و ابرنواخترها، یا دیگر پدیده‌های منظومه شمسی مانند ستاره‌های دنباله‌دار و شهاب سنگ‌ها.

## ستارگان ثابت و سرگردان
در نامگذاری سنتی طالع‌بینی، ستارگان به ستارگان ثابت، لاتین استلای فیکسی(stellæ fixæ)، که در طالع‌بینی به معنای ستارگان و سایر اجسام کهکشانی یا بین کهکشانی است که توسط اخترشناسی به رسمیت شناخته شده‌است؛ و «ستارگان سرگردان» (به یونانی: πλανήτης αστήρ، planētēs ASTER)، که ما به عنوان سیاره‌ها از منظومه شمسی می‌شناسیم، تقسیم می‌شوند. طالع بینی با خورشید، یک ستاره و ماه زمین همین‌طور رفتار می‌کند که گویی آنها سیارات در زایچه هستند. این‌ها ستارگان «ثابت» خوانده می‌شدند زیرا تصور می‌شد که آنها به گنبد آسمان متصل شده‌اند، دورترین فاصله از زمین کره‌های آسمانی.

## زودیاک
به‌طور سنتی، مهمترین نقاط ثابت در آسمان توسط صورت‌های فلکی زودیاک یا منطقةالبروج توصیف می‌شدند. گزارش Ptolemy تأثیر برخی از ستارگان در صورت فلکی زودیاک را به سیارات تشبیه می‌کند. او به عنوان مثال می‌نویسد: «ستاره‌ها در پای برج جوزا (هنعه و پس‌پای) دارای تأثیری شبیه به عطارد، و نسبتاً نسبت به زهره هستند.»

## ستاره‌های ثابت خاص

### الدبران (چشم گاو)
از نظر اختربینی، دبران ستاره خوشبختی است و ثروت و افتخار را به تصویر می‌کشد. این ستاره که توسط ایرانیان به نام «تاشوتا Tascheter» نامگذاری شده، از حدود سده ۳۰ (پیش از میلاد) یکی از چهار «ستارگان سلطنتی» ایرانیان است. این ستارگان به گونه‌ای انتخاب شده‌اند که در قوس استوایی ما بین اعتدال از فاصله تقریبی ۶ ساعته با یکدیگر داشتند. هر یک از این ستاره‌ها به فصلی اختصاص داده می‌شدند، دبران در آسمان مارس برجسته بود و به همین ترتیب با اعتدال بهاری در ارتباط بود. طول جغرافیایی آسمانی فعلی آن ۰۹ جی‌ایی ۴۷ از سال ۲۰۰۶ است
چهار ستاره سلطنتی با نامهای مدرن و کهن فارسی‌یشان بودند
- اعتدال بهاری (Alpha Tauri) دبران درخشان‌ترین ستاره در صورت فلکی گاو است.
- انقلاب تابستانی (آلفا لئونیس) قلب‌الاسد درخشان‌ترین ستاره در صورت فلکی شیر است.
- اعتدال پاییزی (Alpha Scorpii) قلب‌العقرب درخشان‌ترین ستاره در صورت فلکی کژدم است.
- انقلاب زمستانی (Alpha Piscis) فم‌الحوت درخشان‌ترین ستاره در صورت فلکی ماهی جنوبی است.

### الغول (ستارهٔ غول)
در طالع بینی، الغول یکی از بدبختترین ستارگان است. بطلمیوس از آن به عنوان «گورگون برساووش» یاد کرد و آن را با مرگ با سربریدن همراه کرد: آینه اسطوره بازتاب‌گری پیروزی پرسئوس قهرمان بر مار به سر گورگون مدوسا. از لحاظ تاریخی، با خشونت در طیف گسترده‌ای از فرهنگ‌ها ارتباط جدی برقرار کرده‌است. فرماندهان عرب قرون وسطی سعی داشتند اطمینان حاصل کنند که هیچ جنگ مهمی مادامی که نور الغول ضعیف است آغاز نمی‌شود. الغول در تقویم مصر باستان برای ارتباط روزهای خوش‌شانسی و بدشانسی بود که حدود ۳۲۰۰ سال پیش ساخته‌شده بود.

### جیونا
جیونا (گاما کلاغ) قرار است تأثیر مشابهی با مریخ و زحل داشته باشد و تمایل به ارتقاء حریص و حیله‌گری دارد.

### پروسیان (شعرای شامی)
از نظر طالع‌بینی، شعرای شامی عمدتاً تاسف بار تلقی می‌شود اگرچه گاهی مولد ثروت است. این از پتانسیل‌های قوی به عنوان دلیل خشونت برخوردار است. موفقیت ناگهانی و سپس فاجعه به همراه دارد. این از ماهیت مریخ است (و همچنین عطارد به میزان کمتری).

### سیریوس (شعرای یمانی، شباهنگ)
در طالع بینی قرون وسطی، شباهنگ یک ستاره ثابت بهنیایی بود که با گوشنیت و ارس همراه بود. نماد کابالیستی آن  است که توسط هاینریش کورنلیوس آگریپا فهرست شده‌است. طول آسمانی آن ۱۴ سی‌ای‌ان. ۰۵ از سال ۲۰۰۶ بود.

### وگا (کرکس نشسته)

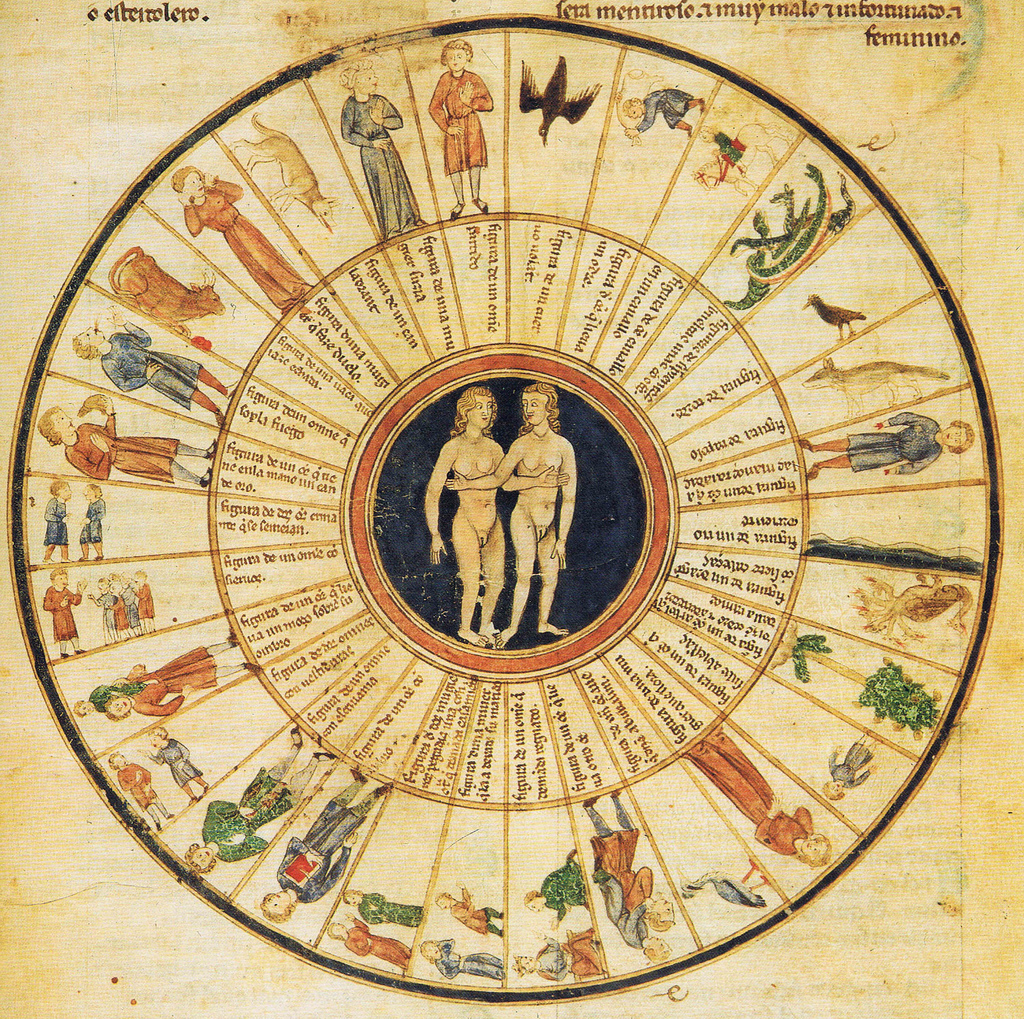
پاراناتلنتا: این روشن‌سازی نسخه خطی از متن نجوم منسوب بهآلفونسو دهم اثر ستارگان و صورهای فلکی مختلف از جمله کلاغ، ماکیان و اژدها را هنگام اجرای هم آهنگی با دوپیکر نشان می‌دهد.

وگا (یا کرکس نشسته) نام خود را از ترجمه ضعیف کلمه عربی wāqi‘ به معنی «افتادن» گرفته‌است. صورت فلکی آن (Lyre) به عنوان کرکس یا عقاب نشان داده شده‌است به طوری که از وگا به عنوان «کرکس/عقاب در حال سقوط» یاد می‌شود. این یک ستاره قطبی است. در حدود ۱۲۰۰۰ سال قبل از میلاد مسیح، قطب تنها پنج درجه از وگا دورتر بود و به طریق تغییر محور، قطب در حدود ۱۴۰۰۰ سال پس از میلاد دوباره از نزدیکی وگا عبور خواهد کرد. قرون وسطی اختربینان وگا را به عنوان یکی از ستارگان بهنیانی شمرده و آن را مربوط به یاقوت سبز و مرزه زمستانی دانسته‌اند. کورنلیوس آگریپا نشانه کابالیستیش را  ذکر کرد تحت Vultur cadens، ترجمه تحت‌اللفظی لاتین از نام عربی آن. طول فلکی آن ۱۵ سی‌ای‌پی. ۱۹ از سال ۲۰۰۶ بود. در طالع بینی ودیک، ناکشورا ابوجیت به Vega معروف است.